# Ronald Mallett
Ronald Lawrence Mallett (Roaring Spring, 2 maart 1945) is een Amerikaans schrijver en theoretisch natuurkundige. Hij geeft les in natuurwetenschap op de universiteit van Connecticut sinds 1975. Hij is vooral bekend door zijn wetenschappelijk onderzoek naar en zijn standpunt over de mogelijkheid van tijdreizen.

## Biografie
Mallett werd geboren in Roaring Spring in Pennsylvania maar groeide op in The Bronx in New York. Toen hij 10 jaar oud werd, overleed zijn 33-jarige vader aan een hartaanval. Geïnspireerd door een comic book versie van het bekende boek van H.G. Wells The Time Machine, werd Mallett voor de rest van zijn leven gedreven door het idee terug te kunnen reizen in de tijd om het leven van zijn vader te redden. 
In 1973 toen hij 28 jaar oud was, verkreeg Mallett zijn Ph.D. aan Penn State University. Ook dat jaar was hij de laureaat van de Graduate Assistant Award for Excellence in Teaching.

### Tijdmachine project
Hij is al een aantal jaar bezig met het maken van plannen voor een werkende tijdmachine. Zijn onderzoek heeft als basis Albert Einstein's relativiteitstheorie.
Hij schreef er ook een boek over genaamd "Time Traveler: A Scientist's Personal Mission to Make Time Travel a Reality", gepubliceerd in 2006.
Bij het schrijven is hij geholpen door auteur Bruce Henderson.
In 2006 verklaarde Mallett dat hij dacht dat men in deze eeuw het voor elkaar zou krijgen om naar het verleden te reizen.
- Bibsys: 7053061
- CiNii: DA17426404
- Gemeinsame Normdatei: 1298875889
- International Standard Name Identifier: 0000 0000 5346 6980
- Library of Congress Control Number: no2006127076
- Bibliotheek van het Japanse parlement: 01207315
- Nederlandse Thesaurus van Auteursnamen: 308159152
- SNAC: w6ds5j1f
- Virtual International Authority File: 2233618
- WorldCat: E39PBJjxrJrr9xX8qJ37jMXGHC